# 高嶋秀武
高嶋 秀武（たかしま ひでたけ、1942年〈昭和17年〉4月17日 - ）は、フリーアナウンサー、ラジオパーソナリティー。

## 来歴
神奈川県横須賀市出身。小学5年の時、父が事故死した。1961年3月、神奈川県立横須賀高等学校卒業。
1965年3月、明治大学政治経済学部政治学科卒業後の同年4月、ニッポン放送に入社。入社同期は梶幹雄。
元々はスポーツアナウンサー志望だったが、編成制作部に配属。1966年1月、志望していたスポーツ部に異動し、主にスポーツ番組を担当。東京オリオンズ、東映フライヤーズ、大洋ホエールズ、読売ジャイアンツの担当として取材活動もしていた。
その他に1972年札幌オリンピックの実況も担当した。
1969年1月、今仁哲夫の後任として『オールナイトニッポン』の2代目パーソナリティとして、木曜担当に抜擢。当時はスポーツ部 所属だったため、ナイターシーズンは休演（代役は亀渕）。1970年3月に天井邦夫と交代して、番組を一旦降板するが同年10月には高岡尞一郎の後任として水曜担当で復帰（これ以降はナイターシーズンでも掛け持ちで出演を継続）した。
1971年4月、天井と曜日を交換して、木曜担当に再び戻り、1972年1月まで延べ約2年半にわたって担当。当時のパーソナリティ陣の中で最年少だったことから「“ヒデ坊”」の愛称で親しまれ、糸居五郎、斉藤安弘、天井、今仁哲夫、亀渕昭信らとともに番組の第1次ブームを支えた。
当時、オープニングの挨拶に「やる気ムンムン、その気ムンムン、チャムチャム、ミッチャム、ビケンヤ」という言い回しの多用や、高橋圭三の物真似を好んで行ったりするという芸風だった。
1973年の人事異動で制作部へ異動。平日帯の若者向け番組を担当する事となり、1975年、『大入りダイヤルまだ宵の口』の初代パーソナリティに抜擢された。これを機に長髪と口髭をトレードマークとして、マイクネームはこの風貌に因んだ「高島ヒゲ武」に変更した。マイクネームの候補には「高島ヒゲ武」の他「高島ナメ武」「高島エロ武」「ロッキード秀武」があり、『宵の口』の番組中でリスナーに「スタート」「ストップ」を言わせ、高速回転するテープをストップさせて出たのが「ヒゲ武」だった。
1977年5月9日、1971年に行われた糸居五郎の『50時間マラソンジョッキー』を10時間上回る『ヒゲ武・くり万60時間マラソンDJ』をニッポン放送アナウンサー（当時）のくり万太郎と担当。
1979年、『大入りダイヤルまだ宵の口』降板以降は本名に変更して、ニッポン放送を退社後の1999年からは「高嶋ひでたけ」と、マイクネームを都合6回 変更している。同年、フジテレビの『ビッグベストテン』の司会者に起用されたが半年で打切られた。
近代映画（近代映画社）1980年9月号から1983年8月号まで、毎月月替わり有名人を迎えての対談ページ『高嶋ひでたけのヒゲタケ対談』の連載を持つ。
1984年11月28日、『山谷親平のお早ようニッポン』のパーソナリティを務めた評論家の山谷親平が病気療養中に逝去。次放送枠の『高島ひでたけの今日も快調!朝8時』を担当していた為、1985年4月、放送枠を統合して『高嶋ひでたけのお早よう!中年探偵団』を開始した。
1990年10月、ニッポン放送を退職。フリーアナウンサーに転身した。『中年探偵団」では19年、間に平日夕方のワイド枠番組を担当を挟み、6年3ヶ月振りの2010年6月28日から『高嶋ひでたけのあさラジ!』を担当。
高嶋は、2020年東京オリンピックが開催される2020年迄は番組出演を続け、77歳の喜寿でパーソナリティを勇退したいと考えていたが、2018年2月19日の同番組放送分にて高嶋から話題を切り出し、2017年10月20日に同局の幹部から番組終了を告げられた事を明かし、『あさラジ!』が終了する事を発表し
、計29年9か月の間のニッポン放送の朝のワイド番組の顔としての出演にピリオドが打たれた。
その後は「ラジオパーク in 日比谷 2018 あなたにショウアップ!」で「高嶋ひでたけスペシャルトーク 「ラジオ生活半世紀」」（イイノホール）を催し、半年の間は単発の番組ゲストを経て、ナイターオフの週末夕方のワイド番組にて再びレギュラーで番組出演する事となった。そのナイターオフ番組であった『高嶋ひでたけと里崎智也 サタデーバッテリートーク』の最終回にて、47年振りとなる『オールナイトニッポン』シリーズへのレギュラー出演開始を発表し、以後同局ではナイターオフ期にレギュラーへ番組が編成されている状態である。
2020年8月10日から喋る機会を増やすため、自身のYouTubeチャンネルである「高嶋ひでたけのイキナリ!ひでチャンネル」を開設し、過去ラジオ番組で行っていたリスナー投稿コーナーである「時事ネタ川柳」をメインに発信している。

## 人物
- 趣味は相撲観戦、読書、将棋としており、大相撲好きであるので、叔父がNHK勤務だったことからその伝で、大相撲本場所の枡席券をもらって蔵前国技館で、朝から打ち出しまでずっと観戦していたこともあった[4]。子供の頃も、アナウンサーや行司の口真似をしたり、学校の友人を相手に相撲をとったり取り組みの再現をしていたこともあった。なお、友人によると「（高嶋は）技を使うから、小さい割に強かった」という[17]。当時の大関（のちに横綱）吉葉山の大ファンだったため、昭和28年に「吉葉山本人に自宅に来て欲しい」という内容の手紙を出したこともあった。その後、吉葉山から手紙の返事が届き、内容は「忙しくて、訪問は無理」というものだった。しかし、その後もメッセージカードなどが届いた。なお、アナウンサー志望になったのは「相撲の実況をしたい」と思ったことからである[4]。父親が亡くなった後、母に「将来どうするのか考えなさい」を言われたのを真剣だと感じとって「母は本気だ」と思って、それならアナウンサーになろうと考えるようになったという[17]。
- NHKアナウンサーの志村正順に「一声萬里」と記されたサインをもらったことがあり、これは今でも自分の宝物であるという[17][18]。
- アナウンサーになるのに当たっては、大相撲中継のあるNHK志望ではあったが、とにかく早くアナウンサーになりたかったことから、大学4年生の秋に採用試験があったNHKよりも先に春に試験があったニッポン放送を受験し、採用通知をもらったため、結局NHKを受験することは無かった[17]。
- オールナイトニッポンのパーソナリティになったのは、編成局長に直訴した結果決まったことだった。前任の今仁哲夫が体調を崩したことで降板することになり、ちょうど後任を誰にするか検討していた時だったという[19]。
- スポーツアナウンサー時代、プロ野球実況中にしゃっくりが止まらなくなり、全国ネットで実況とともにしゃっくりの音が放送され、各局に「何の音か」という問い合わせが殺到した。またスポーツ紙の記者が何事かと様子を見に来たため、翌日の記事になってしまった[3]。また、実況放送中（川崎球場での大洋対巨人戦）に居眠りしたこともあった。この前日『オールナイトニッポン』生放送終了後に糸居五郎と一緒に信越放送のイベントに出掛け、その日の夜は朝まで飲んで、実況担当当日は試合前に王貞治の特打ちを多摩川グラウンドで見学するというあまり寝てない状態だった上、放送前に食事までしたために結局放送中に眠気が来てしまい、当日の解説を務めていた豊田泰光に心配されたほどだった[3]。
- ショウアップナイターを担当時、1971年のオールスター第1戦（西宮球場）での江夏豊（当時：阪神）の9連続奪三振という歴史的瞬間の実況をしている[20]。
- 1970年代、『山谷親平のお早ようニッポン』の取材で夏の甲子園の開会式をレポートするために大阪を訪れるも、前日に大学時代の後輩（毎日放送に在籍）と飲んで、翌朝中継の時間に甲子園球場に到着できなかった。そのため件の後輩の入れ知恵で、後輩宅のステレオで前日の予行演習の録音テープを流し、それに合わせて電話でレポートして誤魔化したことがあったという[1]。
- 『お笑い昼休み』という公開放送番組の司会をしていた時、観客を盛り上げようとして三遊亭圓右のつるつるの頭をいじったり5代目三遊亭圓楽を「自称名人」と紹介したりし、その度にディレクターに叱られても「それを売りにしているのに納得いかない」とも思っていたが、最後には編成局長に「お前が先に笑わせてどうするのだ」と言われたことで深く反省するようになったという。一方で、これを見ていた初代林家三平からは「色々言われて成長して行くのが人間だから、めげずに頑張って」と励まされたという[21]。
- 1993年、自分が持ち込んだ健康バラエティ番組の企画が通り、自分が司会も務めて収録も済み、「大病気バラエティー」として日本テレビにて同年12月25日の15:30 - 16:25に放送と決まったが、当日昼に逸見政孝が死去し、急遽追悼特別番組に差し替わり、この番組は放送の機会が無くなったということがあった[22][23]。
- 私生活では離婚歴と再婚歴がある。また最初の結婚で男児を1人儲けている。
- 横須賀どぶ板通り商店街には、横須賀に所縁の有る有名人として王貞治、團伊玖磨、前田武彦などとともに手形のレリーフが埋め込まれている。
- 安保法案に肯定的な発言を度々していたが、『あさラジ!』の番組末期では、内閣総理大臣である安倍晋三及び、安倍内閣を批判していた。また、担当番組では、女性からの「タメ口」の言葉が入っているお便りを紹介する際、高齢女性だけではなく砕けた口調の若い世代の女性でも関係なく「女性語」で紹介している。高嶋自身は「キャラクターを作ってその人の人格を演じる方法もある」と述べている[24]。

## 出演番組

### 現在

#### ラジオ
全てニッポン放送の番組
- 高嶋ひでたけのオールナイトニッポン月イチ（パーソナリティ） - 2019年4月14日 -

### 過去

#### ラジオ
ニッポン放送時代
- オールナイトニッポン - 1969年1月 - 1970年3月、1970年10月 - 1972年1月[2]
- ショウアップナイター
- ヒデ坊の飛び出せポップス
- 山口百恵のモモモモ30分（1974年4月 - 1975年10月、毎週土曜日の午後に放送）※アシスタント
  - この番組が縁で、1980年10月5日に日本武道館で開催された山口のファイナルコンサートでは、ニッポン放送向けの生中継で実況を任された。
- 大入りダイヤルまだ宵の口（パーソナリティ） - 1975年4月 - 1979年3月[2]
- グリコリクエスト合戦（パーソナリティ） - 1976年4月 - 1985年3月
- 〜商売繁盛土曜リクエスト〜タコ社長のマンモス歌謡ワイド（アシスタント） - 1977年10月8日 - 1979年7月7日
- 高島秀武のマンモス歌謡ワイド（パーソナリティ） - 1979年7月21日 - 1981年4月25日
- 高島ひでたけの今日も快調!朝8時（パーソナリティ） - 1981年4月6日 - 1985年4月5日
- 高嶋ひでたけのお早よう!中年探偵団（パーソナリティ） - 1985年4月8日 - 2004年3月19日[2]※退社後も引き続き担当

フリー以後
- 高島秀武のAKASAKA発スポーツまるごと60分（TBSラジオ）- 1992年10月 - 1993年3月
- ひでたけ・ゆみこのAKASAKAギャッピング（TBSラジオ）- 1993年4月 - 9月
- 高島秀武・松浪健四郎のオジサンたちの血が騒ぐ!（TBSラジオ）- 1993年10月 - 1994年3月
- 以下はニッポン放送の番組
  - 笑顔満開!ひでたけ・のりこの大吉ラジオ（パーソナリティ） - 2004年3月29日 - 2005年10月28日　
  - 笑顔満開!ひでたけ・よしこの大吉ラジオ（パーソナリティ） - 2005年10月31日 - 2006年3月31日
  - 高嶋ひでたけの特ダネラジオ 夕焼けホットライン（パーソナリティ） - 2006年4月3日 - 2010年6月25日
  - 高嶋ひでたけのあさラジ!（パーソナリティ） - 2010年6月28日 - 2018年3月30日
  - 土屋礼央 レオなるど※トークゲスト - 2018年8月3日
  - ありがとう50周年!垣花正と新内眞衣のオールナイトニッポンミュージックリクエスト※Part2ゲスト出演 - 2018年9月28日
  - 高嶋ひでたけと里崎智也 サタデーバッテリートーク（パーソナリティ） - 2018年10月6日 - 2019年3月30日
  - やじうまサタデー よっ!たかしま屋!（パーソナリティ） - 2019年10月5日 - 2020年3月21日
  - 高嶋ひでたけ・森田耕次のキニナル・サタデー（パーソナリティ） - 2020年11月14日 - 2021年3月27日、2021年10月23日 - 2022年3月26日
  - 高嶋ひでたけ 元気の現場（パーソナリティ）※『垣花正 あなたとハッピー! / 春風亭一之輔 あなたとハッピー!』の内包番組 - 2020年10月5日 - 2024年3月29日

### テレビ
- ビッグベストテン（フジテレビ、1979年11月 - 1980年3月）
- 桜っ子クラブ（テレビ朝日）1991年 - 1994年
- ほのぼのワイド（テレビ東京系列）1991年4月 - 1993年9月
- ぶらり途中下車の旅(横須賀線　大船、鎌倉、横須賀駅)
- オールナイトニッポン50周年記念「あの素晴しい歌をもう一度コンサート」（ファミリー劇場）

### 映画
- 正午なり(1978年)

### CM
ラジオCM
- 再春館製薬所
- SBIいきいき少額短期保険
- セゾンファンデックス

## 著書
- 『サイヨウスニッポンホウソウ : ヒデ武のアナウンサー稼業』立風書房、1981年1月。
- できる男(ヤツ)ほどよくしゃべる(かんき出版、1992年、ISBN 9784094021516)
- しゃべる男は愛される(かんき出版、1994年、ISBN 9784761254773)
- ここ一番はしゃべりで決まる(小学館文庫、1999年、ISBN 9784094021523)
- 話の面白い人 つまらない人(PHP文庫、2002年、ISBN 9784569577487)
- 高嶋秀武のしゃべり上手で差をつけろ(徳間書店、1996年、ISBN 9784569579832)
- 言ってはならない!その一言-人はなぜ「不用意な言葉」にムッとするのか（こう書房、2007年10月、ISBN 9784769609537）
- 「高嶋ひでたけのあさラジ!」 presents "あっという間に"距離が縮まる伝え方（扶桑社、2013年11月29日発売、ISBN 9784594069490）[25]
- 高嶋ひでたけの読むラジオ（小学館、2017年5月、ISBN 9784093434447）